# NGC 5966
NGC 5966 is een elliptisch sterrenstelsel in het sterrenbeeld Ossenhoeder. Het hemelobject werd op 18 maart 1787 ontdekt door de Duits-Britse astronoom William Herschel.

## ΟΣ 298
Vanaf de Aarde gezien staat het sterrenstelsel NGC 5966 schijnbaar dicht tegen de dubbelster ΟΣ 298 die zich in werkelijkheid in onze eigen Melkweg bevindt. Sommige foto's van NGC 5966 tonen tevens het schijnsel van deze zich schijnbaar in de nabijheid bevindende dubbelster.

## Synoniemen
- UGC 9923
- MCG 7-32-32
- ZWG 222.28
- PGC 55552